# Scoloplos acutus
Scoloplos acutus är en ringmaskart som först beskrevs av Addison Emery Verrill 1873.  Scoloplos acutus ingår i släktet Scoloplos och familjen Orbiniidae. Inga underarter finns listade i Catalogue of Life.